# Oog
Oog este un oraș din regiunea Sool, Somaliland.